# Northern Foothill Yokuts
Northern Foothill Yokuts, skupina indijanskih plemena iz Kalifornije u dolini rijeke San Joaquin. Jezično nisu srodni plemenima Southern Foothil Yokuts, poznatih i kao Buena Vista Yokuts, nego skupinama Kings River Yokuts, Tule-Kaweah Yokuts i Poso Creek Yokuts, s kojima dijele isti jezik a razlika je tek u dijalektima.
Plemena pravih Northern Foothil Yokutsa su Chukchansi vlastiti, nazivani i Shukshansi ili Shukshanchi, po kojima svi govornici ovog jezika nose ime Chukchansi, a bili su naseljeni uz Coarse Gold Creek, rijeku Fresno, Picayune Creek i Cottonwood Creek. Ostala manja plemena koja pripadaju užoj skupini Chukchansi su nastanjena u dolini San Joaquina, to su Dalinchi ili Talinchi na Fine Gold Creeku i Coarse Gold Creek; Dumna; Kechayi; i Toltichi. Potomaka imaju na rezervatima u Kaliforniji.